# Hemitelia boninsimensis
Hemitelia boninsimensis là một loài dương xỉ trong họ Cyatheaceae. Loài này được Christ, Diels mô tả khoa học đầu tiên năm 1899.
Danh pháp khoa học của loài này chưa được làm sáng tỏ. 